# آلبرت باغداساریان
آلبرت گومدینی باغداساریان (ارمنی: Ալբերտ Գումեդինի Բաղդասարյան؛ زادهٔ ۲۱ فوریهٔ ۱۹۶۰) یک  سیاستمدار اهل ارمنستان است که از تاریخ ۱۹۹۰ تا تاریخ ۱۹۹۵ سمت نمایندگی دوره اول شورای عالی جمهوری ارمنستان را برعهده داشت.

## زندگی‌نامه
در ۲۱ فوریهٔ ۱۹۶۰ در ارمنستان به دنیا آمد . 